# European Financial Reporting Advisory Group
L'EFRAG, Groupe consultatif européen sur l'information financière, en anglais (European Financial Reporting Advisory Group), est une association internationale sans but lucratif qui a été créée en 2001 avec les encouragements de la Commission Européenne afin de servir l’intérêt général. 

## Objectifs
Le rôle d'EFRAG est de développer et promouvoir la Voix Européenne dans l’élaboration des normes comptables internationales (IFRS) et de s’assurer que celle-ci soit prise en considération par l’IASB (International Accounting Standards Board).
En 2020, l'EFRAG, conseiller de la Commission européenne sur l'adoption des normes comptables IFRS, a été chargée d'élaborer des normes communes d'informations extra-financières qui devront être suivies par 50 000 entreprises européennes.